# 유명희 (과학자)
유명희(柳明嬉, 1954년 9월 5일 ~ )는 대한민국의 분자생물학자이며, 현재 한국여성과학기술단체총연합회의 회장을 맡고 있다. 2010년 7월 29일에 이명박 대통령으로부터 청와대 미래전략기획관으로 임명되어 2013년 2월 24일까지 근무했다.

## 생애
유명희는 서울특별시에서 태어났다. 그녀는 중학교 때 과학 기술에 관심이 있다는 것을 깨달았다. 유명희는 1977년 서울대학교에서 미생물학을 전공했으며, 1982년 캘리포니아 대학교 버클리에서 미생물학 박사 학위를 받았다. 그녀는 1985년 매사추세츠 공과대학교(MIT)에서 박사 학위를 받은 이후에 연구원으로 일했다.

### 활동영역
대한민국으로 돌아온 후 2000년까지 한국생명공학연구원에서 근무했다. 그 후, 한국과학기술연구원(KIST)에서 연구원으로 일했다. 유명희의 연구의 대부분은 단백질 알파 1항 안티트립신 구조의 잠금 해제와 접힘에 초점을 맞추고 있다. 유명희와 그녀의 연구팀은 어떤 아미노산이, 단백질 접힘 오류인 tsf 돌연변이 등 특정한 타입의 돌연변이를 막을 수 있는지 발견하기 위해 노력했다. 그녀는 또한 이황화 결합을 갖고 있는 알파 1항 안티트립신 돌연변이 단백질과 그녀의 연구팀에서 그것을 준비하는 방법을 특허받았다.
그녀의 작품이 프로테옴 연구 저널, 미국의 국립 과학 아카데미 논문집, 분자 생물학의 저널, 생물 학회지 화학, BMB보고,에 등장했다. 그녀의 연구는 생화학, 유전학, 분자생물학, 면역학 및 미생물학 분야에서 높은 평가를 받았다.
유명희는 2002년 7월부터 2010년 7월까지 한국과학기술연구원에서 21세기 프런티어 R&D 프로그램의 일환으로 Functional Proteomics Center의 책임자를 지냈다. 2010년 그녀는 국가 미래의 선임장교라는 한국 정부의 새로운 직책에 임명되었다. 그녀의 책임은 과학 및 기술에 관한 정부 통신을 감독하고 저탄소 및 녹색 기술을 홍보하는 것을 돕는 것이었다. 그녀는 또한 2009년부터 2010년까지 한국생물물리학회 회장을 역임했으며 2010년 한국유전체학회 회장을 역임했다.

## 수상 및 표창
- 분자 생물학 학회 목암상 (1996)[16][1]
- 로레알-유네스코 여성 과학상 (1998)[4][16]
- 서울시 문화상 (2001)[16][1][3]
- 대한민국 정부 과학기술훈장 웅비장 (2004)[16][1]